# Terremoto di Rodi del 1481
Il terremoto di Rodi del 1481 ebbe luogo alle 3:00 del mattino del 3 maggio 1481. Causò un maremoto di piccola portata che produsse qualche allagamento nella parte più bassa della città. La stima delle vittime è di 30.000 morti. Questo evento fu il più forte di una serie di terremoti che colpirono Rodi, iniziati il 15 marzo 1481 e che continuarono fino al gennaio 1482

## Geotettonica
L'isola di Rodi giace sul confine tra la Placca egea e la Placca africana.
Lo schema tettonico è complesso con un'evoluzione nel Neogene che include periodi di compressione, estensione e scorrimento. Attualmente l'isola sta subendo una rotazione antioraria (17°±5° negli ultimi 800.000 anni) associata al sistema sinistrorso del sistema delle faglie trascorrenti dell'Egeo.

Durante il Pleistocene l'isola si è inclinata verso nordovest, un sollevamento attribuito alla geologia della faglia che giace ed est di Rodi.

## Il terremoto
Ci fu un premonitore il 15 marzo del 1481. Dopo l'evento principale del 3 maggio, le repliche continuarono fino a gennaio 1482. Le principali avvennero il 5 maggio, il 12 maggio, il 3 ottobre ed il 18 dicembre. La magnitudo stimata dell'evento principale fu di 7,1.

## Il maremoto
Il maremoto sembra essere stato di lieve intensità, con onde non eccedenti 1,80 m. Tuttavia cronache contemporanee hanno evidenziato effetti sulle coste sudoccidentali della Turchia ed uno strato di sedimento da maremoto rinvenuto a Dalaman è stato datato al 1473 ±46, consistentemente con questo evento.I danni del terremoto si sommarono a quelli dell'assedio ottomano del 1480. Le mura, i palazzi della Via dei Cavalieri (in greco Ίπποτων Ippoton) ed il palazzo del Gran Maestro furono quindi ricostruiti assieme alla maggior parte delle case della città. Grazie a questo fatto la città vecchia di Rodi assunse una particolare omogeneità stilistica ed architettonica che ancora oggi la caratterizza.
Nella ricostruzione vennero applicate tecniche antisismiche quali quella di limitare l'altezza delle case a due soli piani fuori terra e di collegare gli edifici sui due lati di una strada con archetti ribassati all'altezza del primo solaio per assorbire le spinte orizzontali.